# Katarzyna Potocka (1825–1907)
Katarzyna Zofia Potocka z Branickich h. Korczak (ur. 11 grudnia 1825 w Lubomlu, zm. 30 września 1907 w Krzeszowicach) – polska arystokratka, hrabina, działaczka społeczna i filantropka.

## Życiorys
Najmłodsza córka generała Władysława Grzegorza Branickiego i Róży Potockiej. Trzy siostry Branickie, Elżbieta zwana Elizą, Zofia i Katarzyna, nosiły imiona swoich ciotek, córek hetmana – Woroncowej, Potockiej i Sanguszkowej-Potockiej. Braćmi Katarzyny Branickiej byli natomiast Ksawery, Aleksander, Konstanty i Władysław Michał. W latach 40. XIX w. Katarzyna Branicka była jedną z najznakomitszych partii ze względu na pochodzenie, urodę i majątek.
26 października 1847 w Dreźnie poślubiła Adama Józefa Potockiego. Zamieszkała w nim w Krakowie w pałacu „Pod Baranami” i zaangażowała się w życie polityczne. Wraz z mężem przebywała także w Paryżu (Potocki walczył tam w Gwardii Narodowej w 1848). Towarzyszyła mu także w czasie uwięzienia w Wiedniu i w Trieście. Po powrocie do Krakowa pomagała mieszkańcom po pożarze miasta, a pogorzelcom wydawała zapomogi w swoim pałacu. W latach 1853-54 małżonkowie zlecili remont pałacu w tym przebudowę jego fasady. Projekt powierzyli Franciszkowi Marii Lanciemu, który dodał nową attykę i wsparty na baranich łbach balkon.
Była właścicielką klucza łubnickiego koło Staszowa. Kolekcjonowała polskie pasy szlacheckie oraz dofinansowywała prace naukowe profesorów Uniwersytetu Jagiellońskiego. Ufundowała pałac w Krzeszowicach, gdzie wspierała miejscową ludność. Zaangażowała się w akcjach zakładania szkół wiejskich, kas pożyczkowych, zakładów filantropijnych. Była fundatorką kilku kościołów na obszarze swoich dóbr ziemskich. Wprowadziła przyznawanie emerytury dla oficjalistów i służby w swoim majątku. Była przewodniczącą Towarzystwa Dobroczynności w Krakowie.

## Rodzina
Dzieci:
- Róża Potocka (1849 - 1937), pierwszy mąż hrabia Władysław Wincenty Adam Krasiński (1844 - 1873), drugi mąż hrabia Edward Aleksander Raczyński (1847 - 1926)
- Artur Władysław Józef Maria Potocki (1850 - 1890), żona Róża Zofia Lubomirska (1860 - 1881)
- Zofia Potocka (ur. 7 listopada 1851 w Krakowie, zm. 29 stycznia 1927 w Krzeszowicach). Była żoną Stefana Zamoyskiego, którego poślubiła 20 czerwca 1870 r[11]. Jej postać była kilkakrotnie uwieczniana przez malarzy i rzeźbiarzy. W 1856 francuski malarz Franz Xaver Winterhalter podczas pobytu w Warszawie wykonał portret Katarzyny Potockiej oraz jej dzieci Róży, Artura i pięcioletniej wówczas Zofii. W 1870 roku Franz Xaver Winterhalter ponownie sportretował dziewiętnastoletnią już Zofię. Portret Zofii Zamoyskiej wykonał również Władysław Bakałowicz[12]. W 1868 roku Marceli Guyski wykonał popiersie Zofii, które zostało okazane w Pałacu Sztuki w Krakowie na wystawie portretów kobiecych XVIII i XIX wieku. Obecnie popiersie znajduje się w zbiorach krakowskiego Muzeum Narodowego[13][14].
- Aniela Krystyna Potocka (1852 - 1918), mąż książę Aleksander Wasiljew Koczubej (1853 - 1916)
- Maria Potocka  (1855 - 1934), mąż Adam Sierakowski (1846 - 1912)
- Wanda Maria Potocka (1859 - 1903), mąż hrabia Gottfried Hannig (1861 - 1901)
- Andrzej Kazimierz Potocki (1861 - 1908), żona Krystyna Tyszkiewicz-Łohojska (1866 - 1952)
- Anna Maria Potocka (1863 - 1953), mąż hrabia Ksawery Władysław Branicki (1864 - 1926)

Po śmierci męża (1872) skupiła się na wychowaniu dzieci oraz zarządem całości majątku.
Została pochowana w krypcie Potockich herbu Pilawa w Kościele św. Marcina w Krzeszowicach.

## Portrety Katarzyny Potockiej

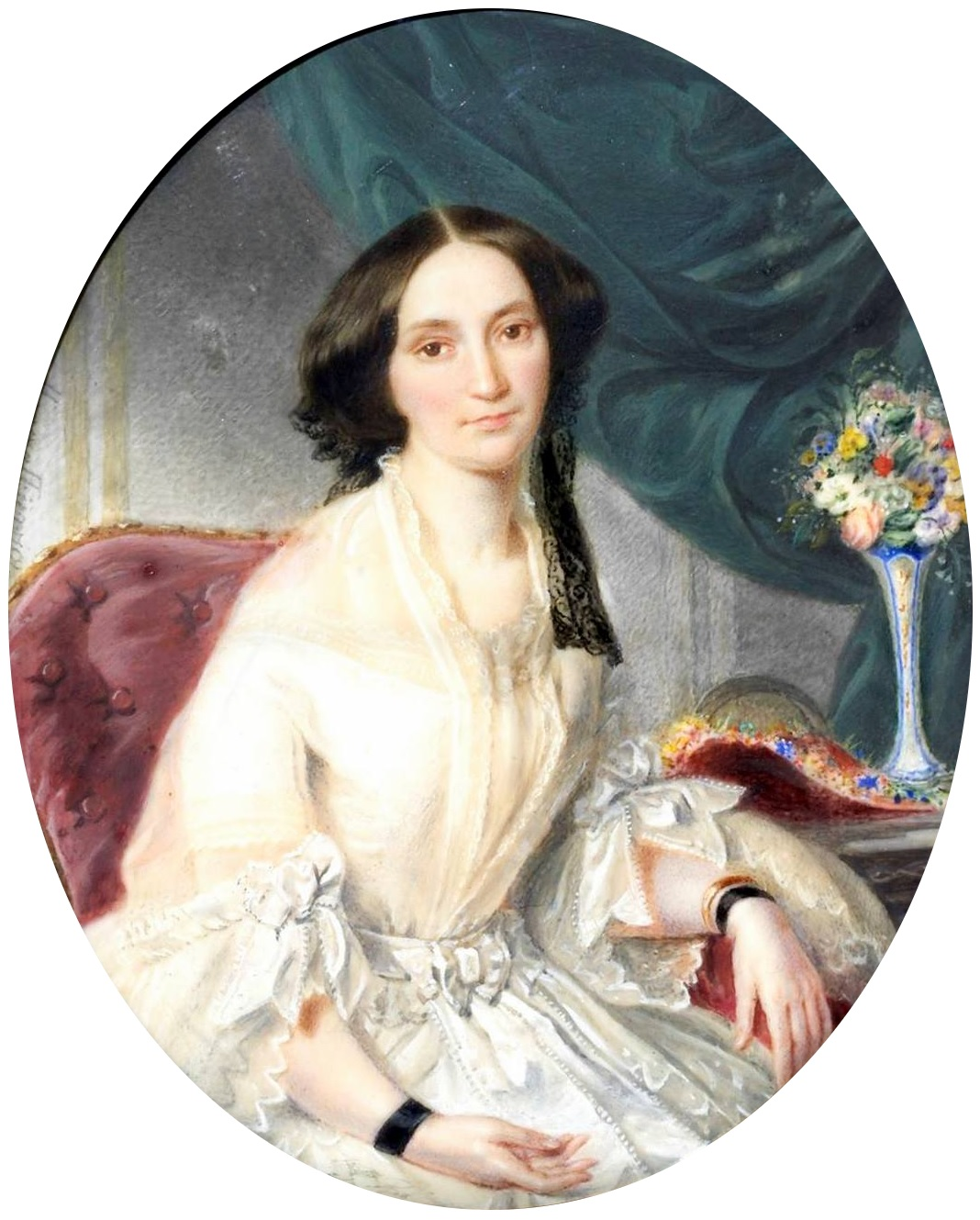
Stanisław Marszałkiewicz  Katarzyna z Branickich Potocka (1840), Muzeum Zamkowe w Pszczynie
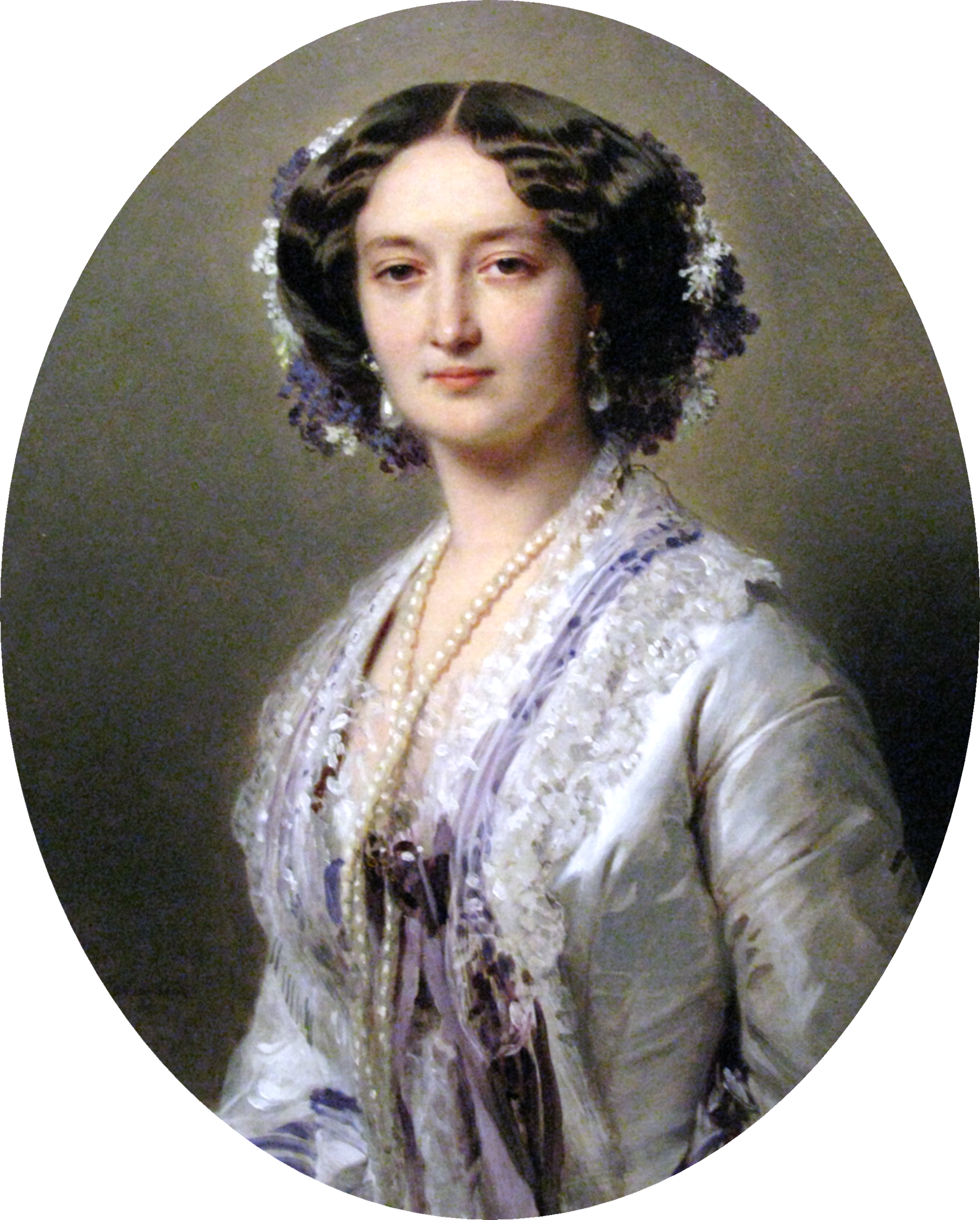
Franz Winterhalter Portret Katarzyny z Branickich Potockiej (1854), Muzeum Narodowe w Warszawie
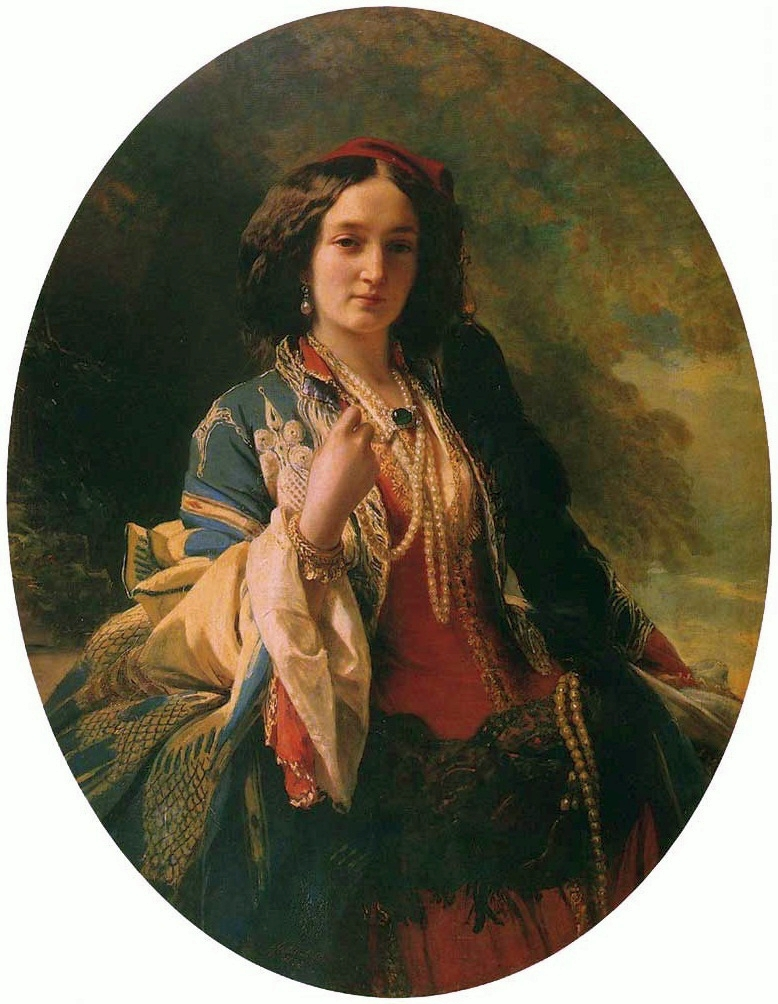
Franz Winterhalter Portret Katarzyny z Branickich Potockiej w stroju wschodnim (1854), Muzeum Narodowe w Warszawie
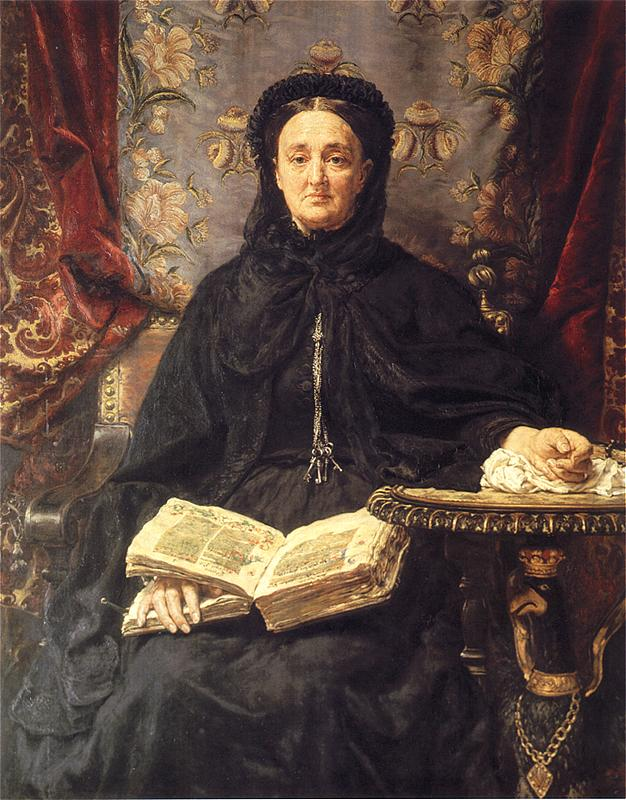
Jan Matejko Portret Katarzyny Potockiej (1890), Muzeum Narodowe w Warszawie
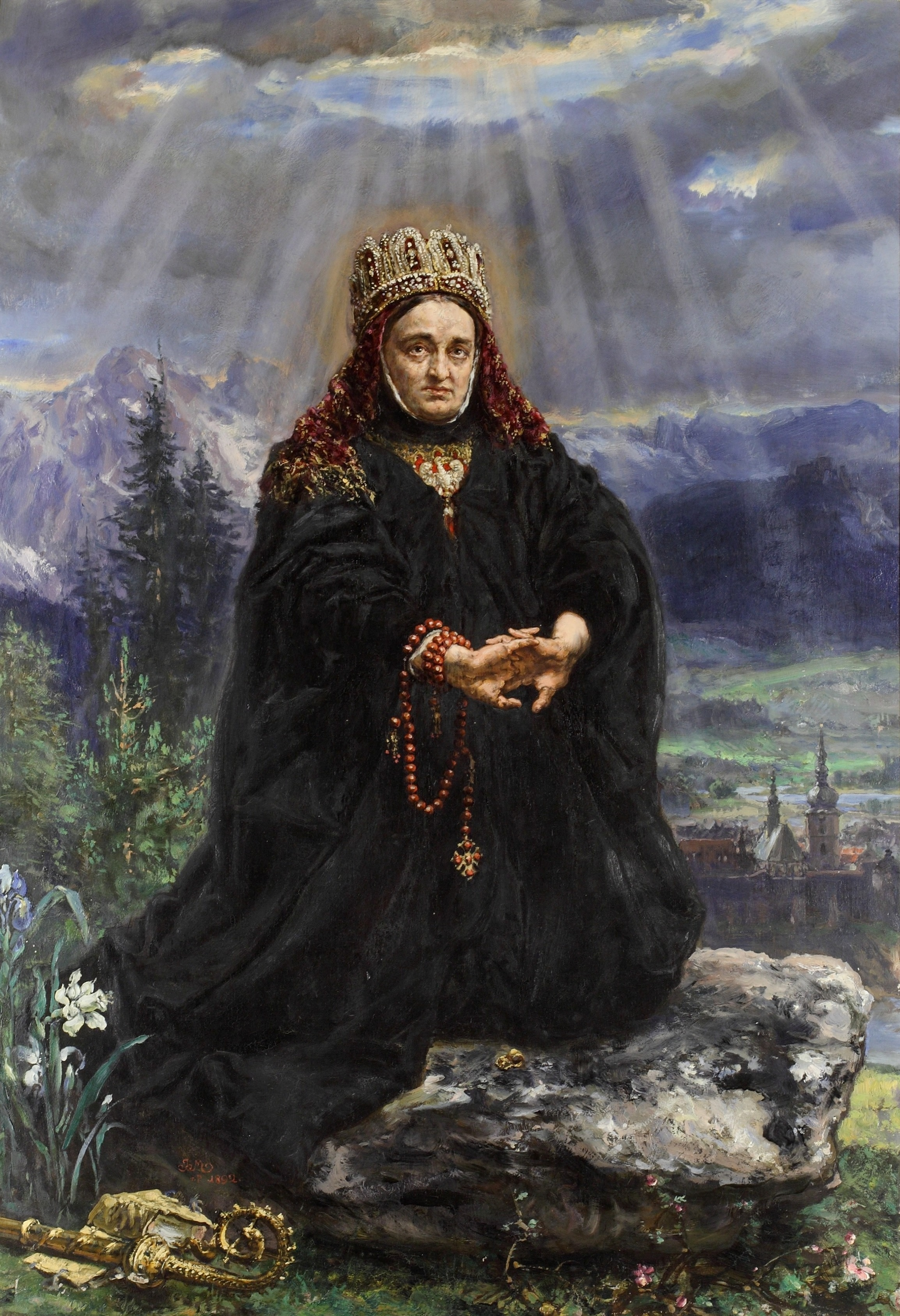
Jan Matejko Święta Kinga (1892), Muzeum Żup Krakowskich; jako model pozowała Katarzyna Potocka